# Antonina (Paraná)
Antonina ist ein brasilianisches Munizip im Südosten des Bundesstaats Paraná. Es hat 18.091 Einwohner (2022), die sich Antoninenser nennen. Seine Fläche beträgt 882 km². Es liegt 9 Meter über dem Meeresspiegel.

## Etymologie
Anfang des 18. Jahrhunderts wurde der Ort unter dem Namen Capela bekannt und seine Bewohner wurden Capelistas genannt. Der Name bezog sich auf die 1714 errichtete Kapelle der Nossa Senhora do Pilar. 
Bei der Errichtung der Pfarrgemeinde 1761 trug der Ort den Namen Nossa Senhora do Pilar da Graciosa.
Bei der Erhebung des Orts zu Vila 1797 erhielt er den Namen Antonina. Damit wurde Francisco António Pio de Bragança (geboren 1795, gestorben 1801) geehrt. Er war als erstgeborener Sohn des späteren Königs Johann VI. von Portugal und seiner Frau Charlotte Joachime von Spanien der Fürst von Beira.

## Geschichte

### Urbevölkerung
Die ersten Spuren menschlicher Besiedlung in der Region von Antonina wurden in den verschiedenen Sambaquis (Hügel aus Ablagerungen von Austernschalen und anderen Muscheln) des Munizips gefunden. Es wird angenommen, dass Nomadenstämme in den kälteren Monaten des Jahres von der Hochebene an die Küste zogen, um ihren Lebensunterhalt mit Fischfang und Muschelsammeln zu verdienen. Es gibt Beweise für zwei verschiedene menschliche Gruppen, die in dieser Region lebten: die ersten, die als Sambaquis bezeichnet werden, und später die Carijós.

### Europäische Besiedlung
Im Zuge der portugiesischen Kolonisierung erhielten Antonio Leão, Pedro de Uzeda und Manoel Duarte zwischen 1648 und 1654 von Gabriel de Lara, der die Sesmaria (das Lehen) de Nova Vila (heute: Paranaguá) innehatte, als erste Siedler drei Sesmarias an der Küste von Antonina.
Die Erschließung der Küste führte 1712 zur Ansiedlung von Sargento-Mor (Oberstabsfeldwebel) Manoel Valle Porto auf einer Insel am Ende der Bucht, die den Namen ilha da Graciosa erhielt und heute als Ilha do Corisco bekannt ist.
Zu Beginn des 18. Jahrhunderts entstand in der Gegend von Graciosa eine Siedlung, wo Valle Porto lange Jahre verbrachte und die Bergbau- und Landwirtschaftsdienste seiner Sklaven und Verwalter leitete. 

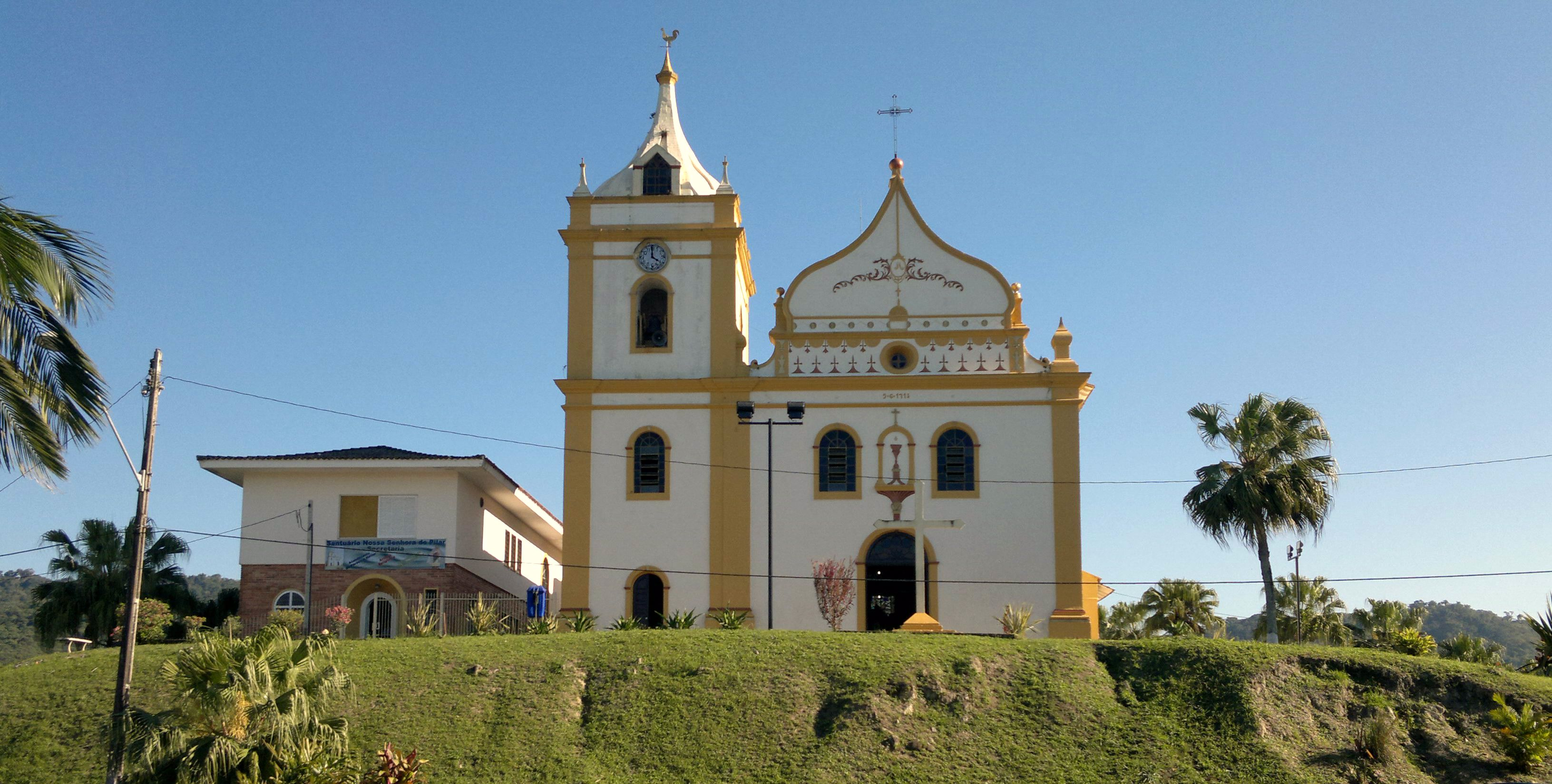
Pfarrkirche Nossa Senhora do Pilar

In der Umgebung verehrten einige gläubige Frauen Nossa Senhora do Pilar (deutsch: Unsere Liebe Frau auf dem Pfeiler) und feierten jedes Jahr Feste zu Ehren der Heiligen. Im Jahr 1714 genehmigte Francisco de São Jerônimo, Erzbischof von Rio de Janeiro, den Bau einer Kapelle zu ihren Ehren. So wurde der 12. September 1714 als Gründungsdatum der Antonina angesehen.

### Hafenstadt
Zu Beginn des 20. Jahrhunderts, dem goldenen Zeitalter des Herba-Mate-Zyklus, hatte Antonina den viertwichtigsten Hafen Brasiliens in Bezug auf das Frachtaufkommen. Zu dieser Zeit wuchs die Stadt schnell und erhielt erstmals schöne Gebäude, ein Theater und Bedeutung in der politischen Landschaft von Paraná. Der Rückgang der Mate-Produktion und der Zweite Weltkrieg führten dazu, dass das Frachtaufkommen nach Paranaguá verlagert wurde. Die Stadt, die vom und für den Hafen lebte, begann allmählich zu verfallen.

### Erhebung zum Munizip
Antonina wurde am 29. August 1797 aus Paranaguá ausgegliedert und in den Rang einer Vila erhoben. Es wurde am 6. November 1797 als Vila installiert.

## Geografie

### Fläche und Lage
Antonina liegt in der Küstenebene von Paraná. Es ist 90 km von Curitiba, der Hauptstadt des Bundesstaates, und 50 km von Paranaguá entfernt. Seine Fläche beträgt 882 km². Es liegt auf einer Höhe von 9 Metern.

### Vegetation
Das Biom von Antonina ist Mata Atlântica.

### Klima
Das Klima ist gemäßigt warm. Es werden hohe Niederschlagsmengen verzeichnet (2.271 mm pro Jahr). Im Jahresdurchschnitt liegt die Temperatur bei 22,1 °C. Die Klimaklassifikation nach Köppen und Geiger lautet Cfa.

### Gewässer
Antonina liegt am Atlantischen Ozean am westlichen Ende der Bucht von Paranaguá. Eine Reihe von Flüssen fließen zur Bucht, zum Beispiel die Rios Xaxim, do Nunes, do Meio, Cacatu, Guapiara, Cachoeira oder der Rio Faisqueira.

### Straßen
Antonina ist über die PR-340 mit der Estrada da Graciosa (PR-410) nach Curitiba verbunden. Über die PR-340 kommt auch nach Guaraqueçaba im Osten.

### Eisenbahn

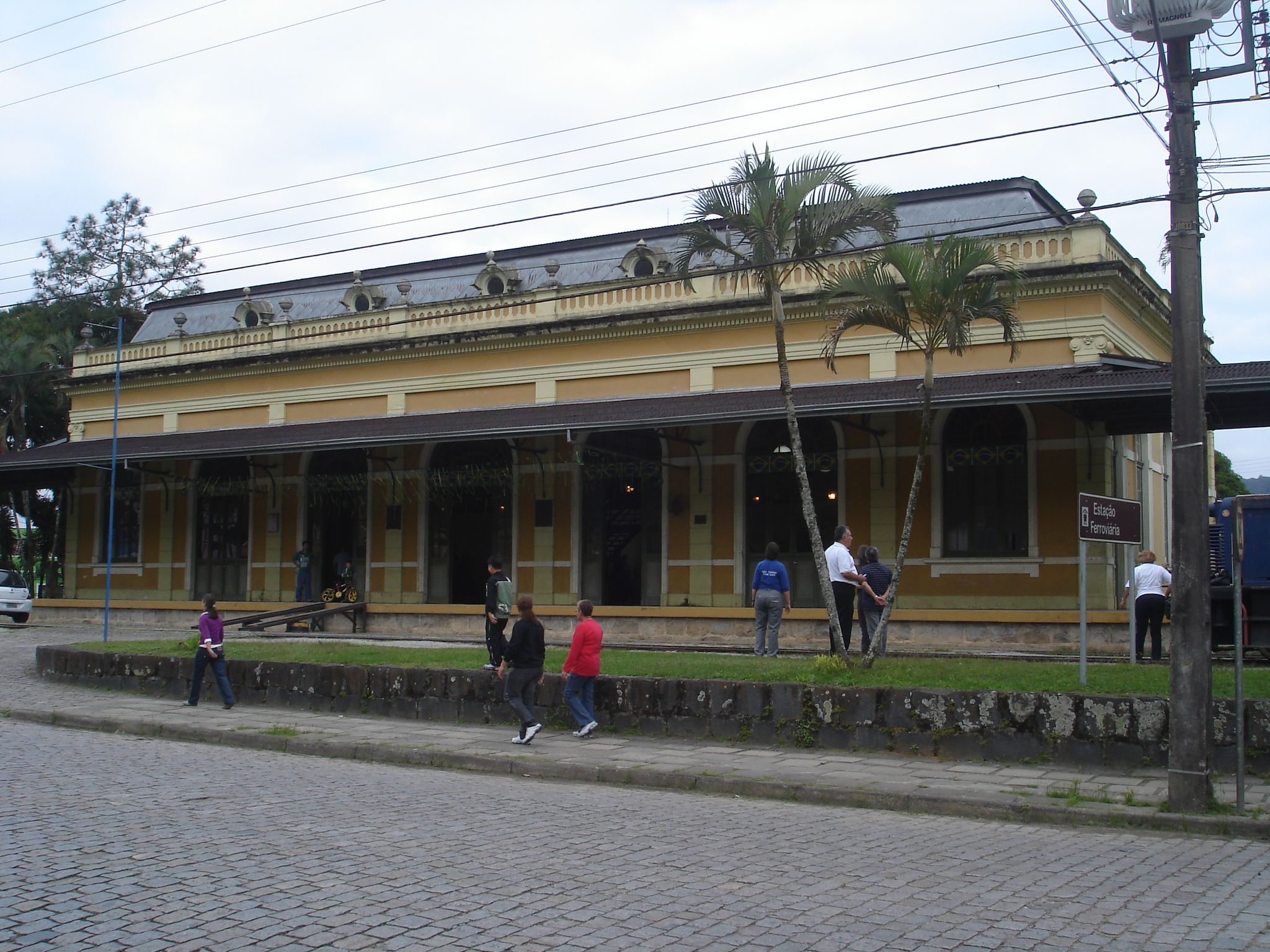
Bahnhof von Antonina

Die Nebenstrecke Ramal de Antonina verbindet Antonina mit Morretes an der Estrada de Ferro Curitiba Paranaguá. Diese verbindet Morretes mit Curitiba und Paranaguá. 

### Nachbarmunizipien
| Campina Grande do Sul |                                             | Guaraqueçaba |
|                       | Kompassrose, die auf Nachbargemeinden zeigt |              |
| Morretes              |                                             | Paranaguá    |

## Stadtverwaltung
Bürgermeister: José Paulo Vieira Azim, PSD (2021–2024)
Vizebürgermeisterin: Rosane Maristela Benedetti Osaki, PSL (2021–2024)

## Demografie

### Bevölkerungsentwicklung
| Jahr                   | Einwohner | Stadt    | Land     |
| ---------------------- | --------- | -------- | -------- |
| 1872                   | 5.632     | 85 % (1) | 15 % (2) |
| 1900                   | 6.580     | 0 %      | 0 %      |
| 1920                   | 10.105    | 0 %      | 0 %      |
| 1940                   | 12.180    | 46 %     | 54 %     |
| 1950                   | 10.991    | 49 %     | 51 %     |
| 1960                   | 12.367    | 72 %     | 28 %     |
| 1970                   | 16.448    | 70 %     | 30 %     |
| 1980                   | 16.304    | 78 %     | 22 %     |
| 1991                   | 17.070    | 82 %     | 18 %     |
| 2000                   | 19.174    | 83 %     | 17 %     |
| 2010                   | 18.891    | 85 %     | 15 %     |
| 2022                   | 18.091    |          |          |
| (1) Freie, (2) Sklaven |           |          |          |

Quelle: IBGE (2011) und Volkszählung 2022

### thnische Zusammensetzung
| Gruppe * | 1991    | 2000    | 2010    | wer sich als …                                                                   |
| --- | ------- | ------- | ------- | -------------------------------------------------------------------------------- |
| Weiße | 60,5 %  | 81,6 %  | 66,0 %  | weiß bezeichnet                                                                  |
| Schwarze | 2,1 %   | 2,2 %   | 3,1 %   | schwarz bezeichnet                                                               |
| Gelbe | 0,0 %   | 0,2 %   | 0,7 %   | von fernöstlicher Herkunft wie japanisch, chinesisch, koreanisch etc. bezeichnet |
| Braune | 37,5 %  | 15,5 %  | 29,8 %  | braun oder als Mischung aus mehreren Gruppen bezeichnet                          |
| Indigene | 0,0 %   | 0,1 %   | 0,4 %   | Ureinwohner oder Indio bezeichnet                                                |
| ohne Angabe | 0,0 %   | 0,4 %   | 0,0 %   |                                                                                  |
| Gesamt | 100,0 % | 100,0 % | 100,0 % |                                                                                  |
| *) Das IBGE verwendet für Volkszählungen ausschließlich diese fünf Gruppen. Es verzichtet bewusst auf Erläuterungen. Die Zugehörigkeit wird vom Einwohner selbst festgelegt. |         |         |         |                                                                                  |

Quelle: IBGE (Stand: 1991, 2000 und 2010)

## Wirtschaft

### Kennzahlen
Mit einem Bruttoinlandsprodukt pro Einwohner von 29.795,88 R$ (rund 6.600 €) lag Antonina 2019 an 183. Stelle der 399 Munizipien Paranás.
Sein mittelhoher Index der menschlichen Entwicklung von 0,687 (2010) setzte es auf den 277. Platz der paranaischen Munizipien.

## Persönlichkeiten
- Raul Plassmann (* 1944), Fußballspieler